# Isak Brenner
Isak Brenner eller latiniserat Isaacus Henrici Brennerus, född 1 januari 1603 i Mustasaari församling, död 31 juli 1670 i Storkyro församling, var en finländsk kyrkoherde i Storkyro socken, och prost i södra Österbottens län. Han var av släkten Brenner och far till konstnären Elias Brenner.

## Biografi
Isak Brenner föddes 1603 på Mustasaaris prästgård. Han var son till kyrkoherden Henricus Martini Brennerus och Margareta Porshanck. Brenner var student till Johannes Messenius och blev därefter student vid Åbo katedralskola. Han blev i juli 1625 student vid Uppsala universitet och prästvigdes 1627. Brenner blev 1628 kapellan i Mustasaari församling och 1644 kyrkoherde i Storkyro församling. Han även prost i Österbotten och avled 1670 i Storkyro församling.
Brenner var även riksdagsman, och gjorde sig känd som en flitig jordbrukare. På sitt lantbruk tillämpade han en av honom själv uppfunnen metod att genom torrläggning och svedjebruk göra mossmarker odlingsbara.

### Familj
Brenner gifte sig 1629 i Vörå, Österbotten med Susanna Werenberg (1609–1685). Hon var dotter till lagläsaren Gabriel Påvelsson i Österbotten och Barbro Viloides. De fick tillsammans sonen målaren Elias Brenner (1647–1717) i Stockholm.